# Kidder County
Kidder County är ett administrativt område i delstaten North Dakota, USA. År 2010 hade countyt  2 435 invånare. Den administrativa huvudorten (county seat) är Steele. 

## Geografi
Enligt United States Census Bureau har countyt en total area på 3 711 km². 3 499 km² av den arean är land och 212 km² är vatten. 

### Angränsande countyn
- Wells County - nord
- Stutsman County - öst
- Logan County - syd
- Emmons County - sydväst
- Burleigh County - väst
- Sheridan County - nordväst